# 塔塚古墳
塔塚古墳（とうづかこふん）は、大阪府堺市西区浜寺元町にある古墳。形状は方墳。大阪府指定史跡に指定されている。
内部構造の横穴式石室が近畿地方最古クラスのものとして知られている。

## 概要

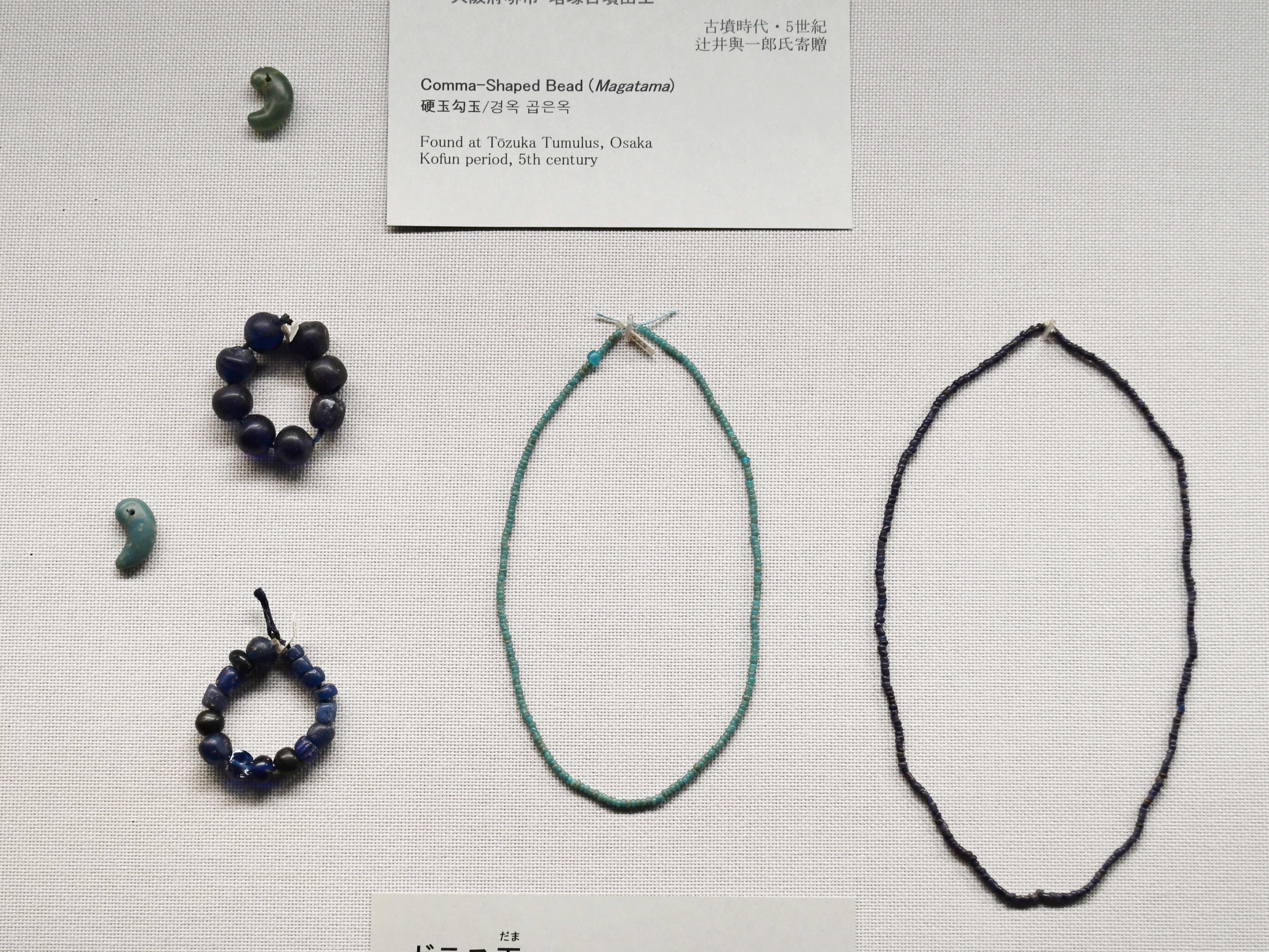
出土品東京国立博物館展示。

墳丘の規模、形状は一辺45メートル、高さ4メートル、3段築成と推定される方墳である。明治末に盗掘されており、その時出土した遺物の馬具、玉類は地主が所有しており、また、遺物の一部は東京国立博物館にもあるという。
1958年に後期古墳研究会により発掘調査が行なわれており、横穴式石室と2箇所の木棺直葬の埋葬主体が検出されている。横穴式石室は盗掘により大きく破壊され、基底部しか残存していなかったが、長さ2.4メートル、幅2．2メートルの玄室に長さ0.5メートル、幅0.9メートルの羨道が付くものであった。石室は安山岩の偏平な割石を急角度に持ち送って積まれるなど竪穴式石室と類似した方法で築かれ、畿内の横穴式石室の初現的形態を知ることができる。また調査では、副葬品として硬玉製勾玉、ガラス製勾玉、丸玉、小玉、粟玉、刀剣、短甲、木心鉄張輪鐙、轡、金銅製鞍金具などが出土した。また木棺直葬の埋葬主体からは方格八乳鏡と位至三公が出土している。出土遺物などから、塔塚古墳の横穴式石室は近畿地方最古の5世紀中頃のものと推定される。
その後の調査（1994年）で、墳丘西側部分を確認し、周濠跡部分から円筒埴輪や盾形埴輪が出土している。

## 文化財

### 大阪府指定文化財
- 史跡
  - 塔塚古墳 - 1993年（平成5年）7月26日指定[1]。